# Cy Walter
Cy Walter (eigentlich Cyril Frank Walter; * 16. September 1915 in Minneapolis; † 18. August 1968) war ein US-amerikanischer Jazz- und Unterhaltungsmusiker (Piano, Arrangement).

## Leben und Wirken
Walter wuchs in einer musikalischen Familie auf und erhielt eine klassische Ausbildung durch seine Mutter, die als professionelle Klavierlehrerin tätig war. 1934, nach einem Ferienjob als Pianist auf einem Nachtschiff von New York City nach Boston, studierte er kurz an der New York University, bevor er das Angebot erhielt, im Orchester von Eddie Lane als Vollzeitmusiker zu arbeiten. Nach vier Jahren bildete er mit Gil Bowers ein Klavier-Duo und spielte im Club Le Ruban Bleu. Es folgten eine Reihe von Solo-Engagements in Bars und Supper Clubs wie dem Algonquin, Blue Angel und Tony’s in der West 52nd Street.
In den späten 1930er- und frühen 1940er-Jahren arbeitete Walter schließlich als Theatermusiker in Jerome Kerns Musical Very Warm for May, als Begleitmusiker für die Sängerinnen Mabel Mercer und Greta Keller sowie als Leiter eines eigenen Orchesters im Nachtclub La Martinique. Kurze Zeit betrieb er einen eigenen Nachtclub namens Cy Walter’s Night Cap, bevor er im Zweiten Weltkrieg 14 Monate bei der US-Marine diente. Von 1944 bis 1952 trat Walter regelmäßig im Duo mit Stan Freeman auf, später mit Walter Gross) in der wöchentlichen Rundfunksendung Piano Playhous der ABC; außerdem gastierte er im American Forces Network.

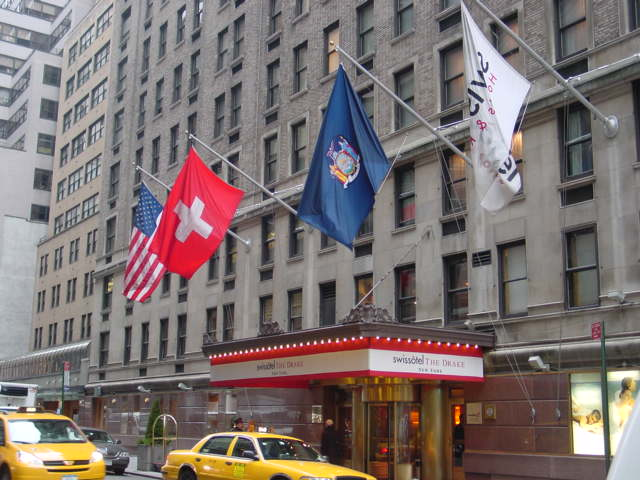
Das Drake Hotel in New York City

Im Dezember 1945 begann Walter ein Engagement im Drake Room, der sich im New Yorker Drake Hotel befand; dort trat er bis 1951 auf und erwarb sich Anerkennung als „Dekan von Manhattans Piano-Professoren“, so The New Yorker 1950. Erste Aufnahmen im Bereich des Jazz entstanden 1949, als er im Trio mit den Pianisten Stan Freeman und Joe Bushkin den Standard „Indiana“ für MGM einspielte. Im folgenden Jahr nahm er unter eigenen Namen eine erste 25-cm-LP für Columbia Records mit Standards wie „Cheek to Cheek“, „You’ll Never Walk Alone“ und „That Old Black Magic“ auf; in seinem Trio spielten Bob Haggart und Johnny Blowers. 1951 begleitete er Lee Wiley auf ihren Alben Sings Irving Berlin und Sings Vincent Youmans; 1954 begleitete er Mabel Mercer (Sings Cole Porter. Für Atlantic Records entstand 1956 das Soloalbum Cy Walters Plays Richard Rodgers Compositions, mit Titeln wie „How Long Has This Been Going On?“ und „’s Wonderful“. Im Bereich des Jazz war er zwischen 1949 und 1960 an 17 Aufnahmesessions beteiligt, zuletzt mit Mabel Mercer (Previously Unreleased Live Performances).
Als bekannte Größe der New Yorker Musikszene trat Walter in den 1950er-Jahren in zahlreichen Clubs von Manhattan auf. Er schrieb neben Arrangements auch einige Songs mit „Some Fine Day“ (1953), mit Alec Wilder „Time and Tide“ (1961) sowie mit Chilton Ryan „You Are There“ (1960) und „See a Ring Around the Moon“ (1961). Ab 1959 spielte Walter bis zu seinem Tod im Jahr 1968 als Barpianist im Drake Room.

## Diskographische Hinweise

### Solo-Aufnahmen
- Piano Stylings of Cy Walter (Liberty Music Shops LMS-1007)
- By Request (Request Records SW 107-112)
- Cy Walter at The Drake Room Piano (Apollo A-14, 1948)
- Piano Moods (Columbia CL 6161, 1951)
- Holiday for Keys (Columbia CL 6202, 1952)
- Rodgers Revisited (Atlantic 1236, 1956 LP; Collectables COLS 6915, 2008 CD)
- Cy Walter Plays Gershwin Classics (Atlantic 8016, 1957)
- Hits from the Great Astaire-Rogers Films (RCA Camden CAL-533, 1959)
- A Dry Martini Please! (Westminster WP-6120)
- Cy Walter at The Drake (MGM E/SE-4393, 1966)
- Sublimities, Volume 1 (Harbinger HCD 3103, 2015)

### Duo-Aufnahmen
- Piano Playhouse – with Stan Freeman (MGM E-514, 1950)
- Manhattan – with Stan Freeman (Epic LG 1001, 1955)
- Sublimities, Volume 2 (Harbinger HCD 3104, 2015)